# ヨッシーのロードハンティング
『ヨッシーのロードハンティング』（英名：Yoshi's Safari）は、1993年7月14日に発売された任天堂のスーパーファミコンソフト。別売り機器「スーパースコープ」専用のガンシューティングゲーム。

## 概要
スーパーファミコンの別売り機器、「スーパースコープ」を使って敵を打ち落としてゲームを進めていく。

## ゲーム内容

### システム
プレイヤーはまず、前半の1 - 7コース（光の世界）からプレイするコースを自由に選択できる。全てクリアすると後半の8 - 11コース（闇の世界）を選択できるようになり、これも全てクリアすると、最終コースの12コースを選択できるようになる。
各コースには制限時間が設定されており、時間内にボスを倒してクリアしなければならない。前半の1 - 7コースはコクッパ7人衆（コース順にレミー、ルドウィッグ、ウェンディ、ラリー、モートン、イギー、ロイ）、後半の8 - 11コースはカメック、アトミックテレサ、ブル、カメ砲台（メカノコノコ）、最終の12コースはクッパがボスを務めており、そのほとんどが本作独自のロボットに乗り込んだりメカ兵器を使用している。
ファイヤーボタン押しっぱなしでショットを連射できるが、連射を続けると画面上部のパワーゲージが減少していき、連射速度が減少し、全て無くなると単発でしか撃てなくなる。ファイヤーボタンを押さないでいると回復する。
コース上には、通過することによってヨッシーの速度が一定時間大幅に上がるダッシュプレートや、タイミング良くカーソルボタンを押すことによって大ジャンプが出来るジャンププレートがある。ジャンププレートで大ジャンプしないと避けられないダメージゾーンや、コースの切れ目がある。
ステージ上には分岐の役目を果たすバリケードがある場合があり、撃ち続けることによってヨッシーが進むルートを変更することが出来る。
プレイヤー（マリオ）が乗っているヨッシーは、敵の体当たりや弾を受けたり、画面中央下に表示されている頭を誤射されたり、ダメージゾーンに入ってしまう事によってライフ（体力）が減る。ライフが全て無くなる、コースアウトした時のペナルティコインを払えない（後述）、制限時間内にコースがクリア出来ないとミスとなり、残機が1減る。残機が全て無くなるとゲームオーバーとなる（コンティニューは可能）。
コースの切れ目に落ちたり、敵に弾かれてコースアウトすると、コインを3枚消費して直前から再スタートとなるが、コインが足りない場合はミスとなる。
なお、本作にはセーブ機能やワープゾーンが無いため、中断した場合は最初のステージからやり直しとなる。ただし難易度はかなり低く、2時間程度ですべてのステージのクリアが可能である。

### アイテム
即効アイテム
ステージ中に画面左から飛来してくるハテナブロックを撃つと取得でき、その場で使用される。
コインこのアイテムのみ、敵を倒しても得られる場合がある。60枚集めると残機が1増える。
スーパーキノコヨッシーのライフが約半分回復する。
ファイアフラワーパワーゲージが長くなる。
スーパースターヨッシーが一定時間無敵となる。
スターコインコインの枚数が10増える。
1UPキノコ残機が1増える。

ストックアイテム
ハンマーブロス、ブーメランブロス、ジュゲム、ヒマンブロスといった中ボスを倒すと灰色のハテナブロックが出現し、撃つと取得できる。カーソルボタンを押すことによってボス戦でのみ使用できる。
スーパーキノコヨッシーのライフが約半分回復する。
木の実30秒間、ヨッシーが受けるダメージが半分で済む。
時計制限時間が1分延長される。
スーパースターヨッシーが一定時間無敵となる。

## ストーリー
ジュエリーランドの平和の象徴である12個の宝石がクッパ達に奪われ、その国のポット王とパイン王子も行方不明になってしまった。パイン王子の友達であるピーチ姫から助けを求められたマリオとヨッシーの2人は、ジュエリーランドの平和を取り戻すため、クッパ達によって奪われた12個の宝石を奪還する冒険の旅に出発した。

## 評価
ゲーム誌『ファミコン通信』の「クロスレビュー」では、7・7・7・5の合計26点（満40点）、『ファミリーコンピュータMagazine』の読者投票による「ゲーム通信簿」での評価は以下の通りとなっており、23.3点（満30点）となっている。
| 項目 | キャラクタ | 音楽 | お買得度 | 操作性 | 熱中度 | オリジナリティ | 総合 |
| 得点 | 4.4        | 3.7  | 3.9      | 3.6    | 3.8    | 4.0            | 23.3 |

## 関連作品
スーパーマリオ ヨッシーのロードハンティング（講談社 ボンボンKCデラックス）
1. ISBN 4-06-319451-5、1994年3月5日
2. ISBN 4-06-319469-8、1994年6月6日

本山一城による本作の漫画化作品。『コミックボンボン』連載。漫画に加え、本作のボス攻略法が2巻に分けて掲載された。